# Límite (matemática)
En  análisis real y complejo, la teoría de límite es la clave de toque que formaliza la noción intuitiva de aproximación hacia un punto concreto de una sucesión o una función, a medida que los parámetros de esa sucesión o función se acercan a un determinado valor. En el análisis los conceptos de series convergentes, derivada e integral definida se fundamentan mediante el concepto de límite.
En cálculo (especialmente en análisis real y matemático) este concepto se utiliza para definir los conceptos fundamentales de convergencia, continuidad, derivación, integración, entre otros. Si bien el concepto de límite parece intuitivamente relacionado con el concepto de distancia, en un espacio euclídeo, es la clase de conjuntos abiertos inducidos por dicha métrica, lo que permite definir rigurosamente la noción de límite.
El concepto se puede generalizar a otros espacios topológicos, como pueden ser las redes topológicas; de la misma manera, es definido y utilizado en otras ramas de la matemática, como puede ser la teoría de categorías.
Para fórmulas, el límite se utiliza usualmente de forma abreviada mediante {\displaystyle \lim } como en {\displaystyle \lim(a_{n})=a}; o se representa mediante la flecha ({\displaystyle \rightarrow }) como en {\displaystyle a_{n}\rightarrow a}.

## Historia
Según Hermann Hankel (1871), el concepto moderno de límite tiene su origen en la Proposición X.1 de los Elementos de Euclides, que constituye la base del Método de agotamiento encontrado en Euclides y Arquímedes: "Expuestas dos magnitudes desiguales, si de la mayor se resta una magnitud mayor que su mitad, y de la que queda una magnitud mayor que su mitad, y si este proceso se repite continuamente, entonces quedará alguna magnitud menor que la magnitud menor expuesta. "
Grégoire de Saint-Vincent dio la primera definición de límite (terminus) de una serie geométrica en su obra Opus Geometricum (1647): "El terminus de una progresión es el final de la serie, al que ninguna progresión puede llegar, aunque no se la continúe en el infinito, pero al que puede acercarse más que a un segmento dado. "
La definición moderna de límite se remonta a Bernard Bolzano quien, en 1817, desarrolló los fundamentos de la técnica épsilon-delta para definir funciones continuas. Sin embargo, su trabajo fue desconocido para otros matemáticos hasta treinta años después de su muerte.
Augustin-Louis Cauchy en 1821, seguido por Karl Weierstrass, formalizó la definición del límite de una función que se conoció como la definición (ε, δ) de límite.
La notación moderna de colocar la flecha debajo del símbolo de límite se debe a G. H. Hardy, quien la introdujo en su libro Un curso de matemáticas puras en 1908.

## Límite de una sucesión

La sucesión para converge al valor 0, como se puede observar en la ilustración.

La definición de límite matemático para el caso de una sucesión nos indica intuitivamente que los términos de la sucesión se aproximan arbitrariamente a un único número o punto {\displaystyle L}, si existe,  para valores grandes de {\displaystyle n}. Esta definición es muy parecida a la definición de cuando tiende a {\displaystyle \infty }.
Formalmente, se dice que la sucesión {\displaystyle a_{n}} tiende hasta su límite {\displaystyle L}, o que converge o es convergente (a {\displaystyle L}), y se denota como:

{\displaystyle \lim _{n\to \infty }a_{n}=L}

si, y solo si para todo valor real {\displaystyle \varepsilon >0} se puede encontrar un número natural {\displaystyle N} tal que todos los términos de la sucesión, a partir de un cierto valor natural {\displaystyle n} mayor que {\displaystyle N}, se acerquen a {\displaystyle L} cuando {\displaystyle n} crezca ilimitadamente. Escrito en un lenguaje formal, y de manera compacta:

{\displaystyle a_{n}\to L\Leftrightarrow } {\displaystyle \forall \varepsilon >0,\exists N>0:\forall n>N,|a_{n}-L|<\varepsilon }

Este límite, si existe, se puede demostrar que es único. Si los términos de la sucesión no convergen a ningún punto específico, entonces se dice que la sucesión es divergente.

## Límite de una función

Visualización en un sistema de coordenadas cartesianas de los parámetros utilizados en la definición de límite.

En análisis real para funciones de una variable, se puede hacer una definición de límite similar a la de límite de una sucesión, en la cual, los valores que toma la función dentro de un intervalo o radio de convergencia se van aproximando a un punto fijado c — punto de acumulación —, independientemente de que este pertenezca al dominio de la función. Esto se puede generalizar aún más a funciones de varias variables o funciones en distintos espacios métricos.
Coloquialmente, se dice que el límite de la función f(x) cuando x tiende a c es L , y se escribe:

{\displaystyle \lim _{x\to c}\,\,f(x)=L}

si se puede encontrar para cada ocasión un x suficientemente cerca de c tal que el valor de f(x) sea tan próximo a L como se desee.
Para un mayor rigor matemático se utiliza la definición épsilon-delta de límite, que es más estricta y convierte al límite en una gran herramienta del análisis real. Su definición es la siguiente:

"El límite de f(x) cuando x tiende a c es igual a L si y sólo si para todo número real ε mayor que cero existe un número real δ mayor que cero tal que si la distancia entre x y c es menor que δ, entonces la distancia entre la imagen de x y L es menor que ε unidades".

Esta definición se puede escribir utilizando términos lógico-matemáticos y de manera compacta:
{\displaystyle {\underset {x\to c}{\lim }}\,\,f(x)=L\iff \forall \varepsilon >0\ \ \exists \ \delta >0:0<|x-c|<\delta \Longrightarrow |f(x)-L|<\varepsilon }
Esta definición es equivalente al límite de una sucesión, una función es continua si:

{\displaystyle \lim _{n\to \infty }x_{n}=c\Rightarrow \lim _{n\to \infty }f(x_{n})=f(c)}

## Límite de una sucesión de conjuntos
En teoría de conjuntos también se utiliza el concepto de límite, que se puede calcular sobre una sucesión de conjuntos. Para ello, los conjuntos deben de cumplir una serie de condiciones, como puede ser la monotonía (creciente o decreciente). De manera más general, y utilizando la definición de límite superior y límite inferior para una sucesión de conjuntos cualquiera {\displaystyle A_{n}}, se dice que el límite de esta sucesión existe si el límite superior y límite inferior existen y son iguales. En general se tiene:

{\displaystyle \liminf _{n\rightarrow \infty }A_{n}={\bigcup _{n=1}^{\infty }}\left({\bigcap _{m=n}^{\infty }}A_{m}\right)\leq \lim _{n\rightarrow \infty }A_{n}\leq \limsup _{n\rightarrow \infty }A_{n}={\bigcap _{n=1}^{\infty }}\left({\bigcup _{m=n}^{\infty }}A_{m}\right)}

Si el límite primer término y el penúltimo son iguales entonces se verifican todas las igualdades. Estos conceptos son muy útiles en disciplinas de las matemáticas como la teoría de la medida, especialmente en espacios de probabilidad. No es difícil construir sucesiones no convergentes donde se verifica que:

{\displaystyle \liminf _{n\rightarrow \infty }A_{n}<\limsup _{n\rightarrow \infty }A_{n}}

## Límite en espacios topológicos

### Redes
Todas las nociones anteriores de límite pueden ser unificadas y generalizadas a espacios topológicos arbitrarios mediante la introducción de redes topológicas y la definición de sus límites.
Sea {\displaystyle (X,T)} un espacio topológico y {\displaystyle (x_{d})_{d\in D}} una red en {\displaystyle X}. Se dice que {\displaystyle x\in X} es un punto límite de la red {\displaystyle (x\in \lim _{d\in D}x_{d})} si la red está finalmente en cada entorno de {\displaystyle x}, es decir, si cualquiera que sea el entorno {\displaystyle V} de {\displaystyle x} (esto es, cualquiera que sea el conjunto {\displaystyle V} de forma que exista un abierto {\displaystyle G} tal que {\displaystyle x\in G\subset V}) existe un {\displaystyle d_{0}\in D} de tal forma que para cada {\displaystyle d\in D} con {\displaystyle d_{0}\sim d} se cumple que {\displaystyle x_{d}\in V}.

### Filtros
En el caso de filtros, por ser objetos matemáticos similares a redes topológicas, también es posible la definición de límite. En efecto, sea X un espacio topológico y x un punto de X. Se dice que un filtro base B converge a x, denotado como B → x o {\displaystyle \lim {\mathcal {B}}=x}, si para todo entorno U de x, existe un B0 ∈ B tal que B0 ⊆ U. En este caso, x se llama límite de B y B se denomina filtro base convergente.
De igual manera, se puede aplicar a funciones, extendiendo la definición de continuidad a estas. Si X, Y son dos espacios topológicos y f: X → Y es una función, siendo B un filtro entorno en X de un punto a perteneciente a X, entonces el límite con respecto al filtro B de f es y, denotado como
{\displaystyle \lim _{\mathcal {B}}f=y}
si B converge a a, luego f converge a y; dicho de otra forma, y es el límite de f en el punto a.

## Límite de Banach
En análisis funcional, un límite de Banach es un funcional lineal continuo {\displaystyle \phi :\ell _{\infty }\to \mathbb {R} } definido sobre el espacio de Banach {\displaystyle \ell _{\infty }} para toda sucesión acotada de números complejos, donde se cumplen una serie de condiciones entre las que se encuentra que si {\displaystyle x_{n}} es una sucesión convergente, entonces {\displaystyle \phi (x)=\lim _{n}x_{n}}, generalizando el concepto de límite. Por lo tanto, {\displaystyle \phi } es una extensión del funcional continuo {\displaystyle \lim :c\mapsto \mathbb {C} .}
En particular, la existencia del límite de Banach no es única.

## Límites en teoría de categorías
En teoría de categorías, una rama de la matemática, se define el concepto abstracto de límite, el cual usa propiedades esenciales de construcciones universales tales como productos y límites inversos.

## Tipos de límites

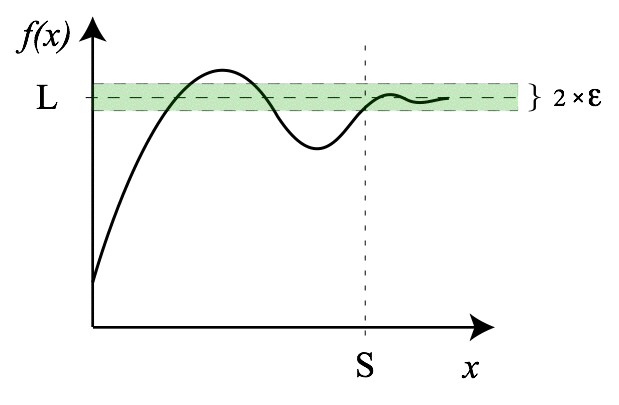
Ilustración del límite de una función cuando x tiende a infinito

### El infinito como límite
También existe la noción de que un límite «tienda al infinito», en lugar de a un valor finito {\displaystyle L}. Una sucesión {\displaystyle \{a_{n}\}} se dice que "tiende al infinito" si, para cada número real {\displaystyle M>0}, conocido como la frontera, existe un número entero {\displaystyle N} tal que para cada {\displaystyle n>N}, 
{\displaystyle a_{n}>M.}
O sea, para toda frontera posible, la sucesión llegará a exceder la frontera. A menudo ello se expresa de la siguiente manera {\displaystyle \lim _{n\rightarrow \infty }a_{n}=\infty } o simplemente {\displaystyle a_{n}\rightarrow \infty }. 
Es posible que una sucesión sea divergente, pero no tienda al infinito. Tales sucesiones se denominan oscilatorias. Por ejemplo una sucesión oscilatoria es {\displaystyle a_{n}=(-1)^{n}}.
Existe una noción correspondiente de tendencia al infinito negativo, {\displaystyle \lim _{n\rightarrow \infty }a_{n}=-\infty }, definida modificando la desigualdad en la definición previa a  {\displaystyle a_{n}<M,} con {\displaystyle M<0.}
Una sucesión {\displaystyle \{a_{n}\}} con {\displaystyle \lim _{n\rightarrow \infty }|a_{n}|=\infty } es denominada sin frontera, una definición también válida para sucesiones de números complejos, o en cualquier espacio métrico. Las secuencias que no tienden a infinito se denominan acotadas. Las sucesiones que no tienden a un infinito positivo son denominadas acotadas por arriba, mientras que aquellas que no tienden a un infinito negativo son denominadas acotadas por abajo.

#### Conjunto límite de una trayectoria
Esta noción se utiliza en sistemas dinámicos, para estudiar los límites de las trayectorias. Definiendo una trayectoria como una función {\displaystyle \gamma :\mathbb {R} \rightarrow X}, el punto {\displaystyle \gamma (t)} define la "posición" de la trayectoria en al "tiempo" {\displaystyle t}. El conjunto límite de una trayectoria se define como sigue. Para cualquier sucesión de tiempos crecientes {\displaystyle \{t_{n}\}}, existe una sucesión asociada de posiciones {\displaystyle \{x_{n}\}=\{\gamma (t_{n})\}}. Si {\displaystyle x} es el límite de la sucesión {\displaystyle \{x_{n}\}} para cualquier sucesión de tiempos crecientes, entonces {\displaystyle x} es un conjunto límite de la trayectoria.
Técnicamente, este es el conjunto límite {\displaystyle \omega }. El correspondiente conjunto de límites para sucesións de tiempo decreciente se denomina el conjunto límite {\displaystyle \alpha }.
Un ejemplo ilustrativo es la trayectoria circular: {\displaystyle \gamma (t)=(\cos(t),\sin(t))}. La misma no posee un límite único, pero para cada {\displaystyle \theta \in \mathbb {R} }, el punto {\displaystyle (\cos(\theta ),\sin(\theta ))} es un punto límite, dada la sucesión de tiempos {\displaystyle t_{n}=\theta +2\pi n}. Pero no es necesario que los puntos límite sean alcanzados por la trayectoria. La trayectoria {\displaystyle \gamma (t)=t/(1+t)(\cos(t),\sin(t))} también tiene al círculo unitario somo su conjunto límite.